# Les Pedreres (Gerona)
Les Pedreres es una entidad de población española del municipio de Porqueras, perteneciente a la provincia de Gerona, en la comunidad autónoma de Cataluña. En 2022, la entidad singular de población tenía empadronados 1153 habitantes y el núcleo de población, los mismos.